# Parapyrenis maritima
Parapyrenis maritima är en svampart som beskrevs av Aptroot 1995. Parapyrenis maritima ingår i släktet Parapyrenis och familjen Requienellaceae.   Inga underarter finns listade i Catalogue of Life.